# Grazia Buttaccio Tardio
Grazia Buttaccio Tardio, citata anche come Graziella Buttaccio (25 maggio 1973), è un'allenatrice di calcio ed ex calciatrice italiana, di ruolo attaccante, tecnico del Palermo.

## Carriera

### Allenatrice
Dopo aver affiancato il ruolo di allenatrice nelle scuole calcio e nelle formazioni giovanili a quella di giocatrice già dai primi anni duemila, dopo aver preso la decisione di ritirarsi dal calcio giocato all'inizio della stagione 2018-2019 ha accettato la proposta di fare da vice ad Antonella Licciardi nella Ludos Palermo.

## Palmarès

### Club
- Campionato italiano di Serie B: 1

Aquile Palermo: 1999-2000